# Wilhelm Fahlbusch (Architekt)
Wilhelm Fahlbusch (* 10. März 1877 in Hannover; † 19. April 1962 in Berlin) war ein deutscher Architekt und preußischer Baubeamter.

## Leben
Wilhelm Fahlbusch war seit 1898 Mitglied der KAV Suevia Berlin und einer der Gründer der katholischen Studentenverbindung KDStV Borusso-Saxonia Berlin im CV.
Er war Diözesanbaurat, später als Oberregierungs- und Baurat Leiter der Baupolizei im preußischen Wohlfahrtsministerium in Berlin. Als Architekt mehrerer katholischer Kirchenbauten in Berlin im Stil des Expressionismus wurde er bekannt.
Wilhelm Fahlbusch starb 1962 im Alter von 85 Jahren in Berlin. Sein Grab befindet sich auf dem Friedhof Dahlem.

## Bauten

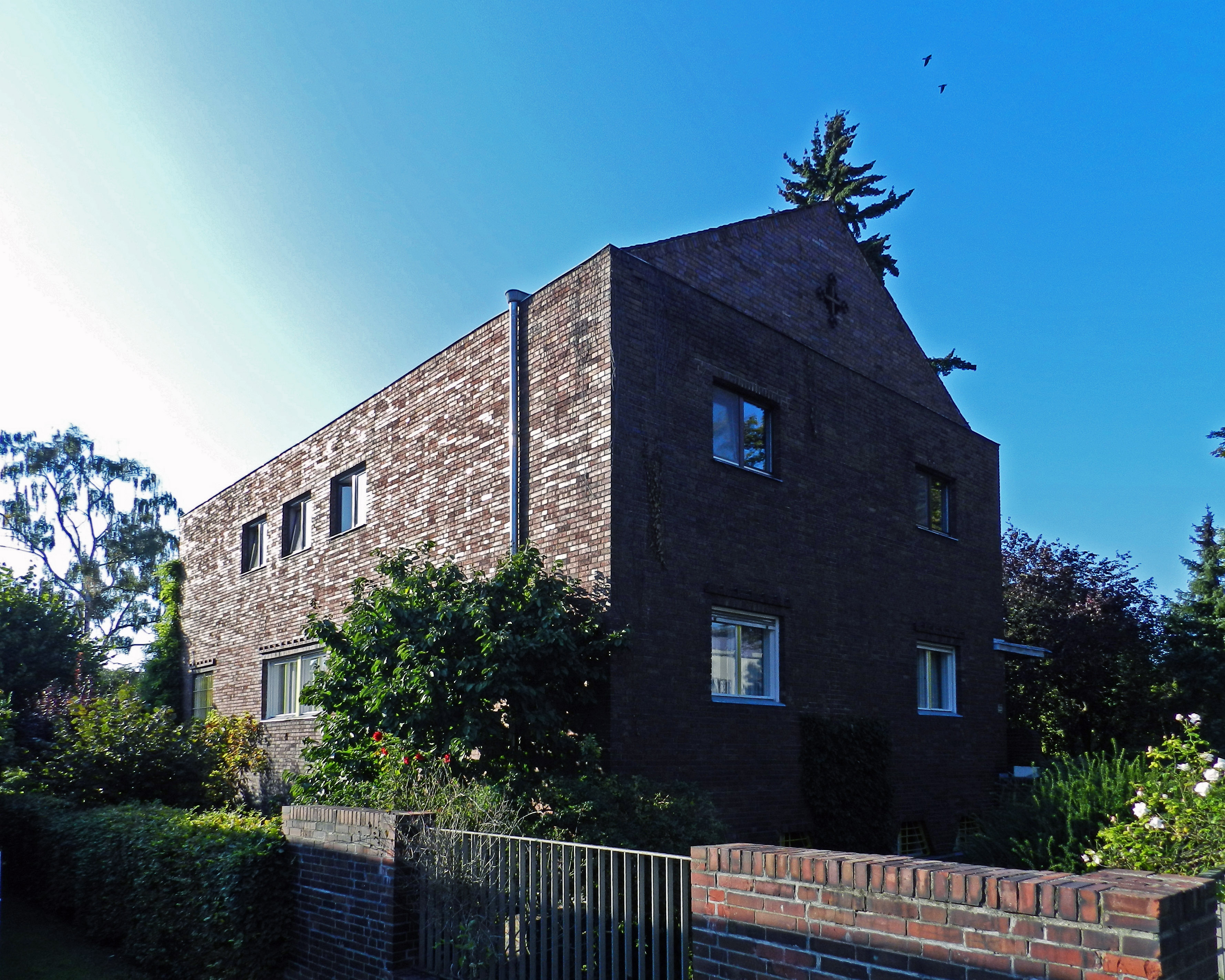
Einfamilienhaus in Berlin-Dahlem, Im Winkel 37

- 1906–1908: Kirche St. Antonius von Padua in Berlin-Oberschöneweide
- 1920er Jahre: Umbau der Kirche St. Antonius in Berlin-Friedrichshain
- 1923: Kirche St. Bonifatius in Berlinchen (Neumark)
- 1926–1927: Kirche St. Michael in Berlin-Wannsee
- 1926–1927: Umbau des St.-Hedwig-Krankenhauses in Berlin-Mitte
- 1927–1928: Wohnhaus in Berlin-Dahlem, Im Winkel 37
kubisches Backsteingebäude mit flachem, von der Dachkante leicht zurückversetztem Satteldach im Stil des Neuen Bauens[3]
- 1931: Kirche St. Joseph in Lindow (Mark)
- 1932–1934: Kirche St. Bernhard in Berlin-Dahlem
- 1932–1934: Umbau der Salvatorkirche in Berlin-Schmargendorf
- 1934: Pfarrkirche St. Antonius in Potsdam-Babelsberg
- 1935: Entwurf für die Pfarrkirche St. Elisabeth in Königs Wusterhausen
- 1938: Christkönigskirche in Küstrin